# Webb Simpson
Pour les articles homonymes, voir Simpson.
James Frederick "Webb" Simpson, né le 8 août 1985 à Raleigh (États-Unis), est un golfeur américain. Professionnel depuis 2008, il évolue sur le PGA Tour.

## Biographie
Après avoir longtemps mené lors du Wells Fargo Championship 2012, il termine à la 4e place du tournoi.
En juin 2012, il remporte l'US Open (72 (+2), 73 (+3), 68 (-2), 68 (-2)) devant Michael Thompson et Graeme McDowell lors de la 112e édition à l'Olympic Club de San Francisco.
Pour la Ryder Cup 2012 qui eut lieu sur le parcours du Medinah Country Club de Chicago, dans le ‘Fourball’ du vendredi après-midi, Webb Simpson qui fait équipe avec Bubba Watson gagne 5&4 contre la paire européenne Paul Lawrie / Peter Hanson.
Toujours associé à Bubba Watson pour le Foursome du samedi matin, les deux compères sont défaits 1up par le duo Justin Rose et Ian Poulter.
Dans le Fourball du samedi après-midi contre la paire Justin Rose / Francesco Molinari, avec le même partenaire, Webb gagne 5&4.
Avant les duels, il apporte donc 2 points au team US.
Dans les simples du dimanche, le capitaine Davis Love III programme Webb Simpson dans la seconde rencontre face à l’anglais Ian Poulter, la défaite sera au rendez-vous 2up et donnera 1 nouveau point pour l’Europe.
Son total 2012 sera donc : 4 matches, 2 victoires, 2 défaites.
Le 20 octobre 2013, il remporte le Shriners Hospitals for Children Open au TPC Summerlin de Las Vegas en rendant une carte de 260 (64, 63, 67, 66) à 24 sous le par et empoche 1 080 000 $ de gain.
Après quatre années et demie sans victoire sur le circuit américain, il remporte un nouveau titre important, le Players Championship, terminant avec un score de 270, soit 18 sous le par total.

## Palmarès
- US Open 2012

### Victoires sur le PGA Tour (4)
| Légende                   |
| Majeurs                   |
| Playoff de la FedEx Cup   |
| Autre tournoi du PGA Tour |

| No.    | Date             | Tournoi                           | Score victorieux      | Marge de victoire | Finaliste(s)                                    |
| ------ | ---------------- | --------------------------------- | --------------------- | ----------------- | ----------------------------------------------- |
| 1      | 21 août 2011     | Wyndham Championship              | –18 (66-65-64-67=262) | 3 coups           | George McNeill                                  |
| 2      | 5 septembre 2011 | Deutsche Bank Championship        | –15 (69-68-64-67=269) | Playoff           | Chez Reavie                                     |
| 3      | 17 juin 2012     | US Open                           |                       |                   |                                                 |
| 1 coup |                  | Graeme McDowell, Michael Thompson |                       |                   |                                                 |
| 4      | 20 octobre 2013  | Shriners Hospitals                | –24 (64-63-67-66=260) | 6 coups           | Ryo Ishikawa, Jason Bohn                        |
| 5      | 13 mai 2018      | The Players Championship          | -18 (66-63-68-73=270) | 4 coups           | Xander Schauffele Charl Schwartzel Jimmy Walker |

### Résultats en playoff
| No. | Année | Tournoi                       | Opposant     | Résultat                                   |
| --- | ----- | ----------------------------- | ------------ | ------------------------------------------ |
| 1   | 2011  | Zurich Classic of New Orleans | Bubba Watson | Défaite après le deuxième trou de playoff  |
| 2   | 2011  | Deutsche Bank Championship    | Chez Reavie  | Victoire après le deuxième trou de playoff |
| 3   | 2011  | McGladrey Classic             | Ben Crane    | Défaite après le deuxième trou de playoff  |